# الانتخابات العامة الأرجنتينية 1931
الانتخابات العامة الأرجنتينية 1931 هي الانتخابات الرئاسية التي جرت في 8 نوفمبر 1931، لانتخاب رئيس الأرجنتين، فاز بالانتخابات أغوستين بيدرو خوستو.